# Unione Sportiva Casertana 1975-1976
Questa pagina raccoglie le informazioni riguardanti l'Unione Sportiva Casertana nelle competizioni ufficiali della stagione 1975-1976.

## Rosa
| N. |                   | Ruolo | Calciatore          |
| -- | ----------------- | ----- | ------------------- |
|    | Italia (bandiera) | C     | Salvatore Armidoro  |
|    | Italia (bandiera) | A     | Carmelo Barbieri    |
|    | Italia (bandiera) | P     | Antonio Berto       |
|    | Italia (bandiera) | C     | Rosario Marino      |
|    | Italia (bandiera) | A     | Pasquale Cotena     |
|    | Italia (bandiera) | A     | Giuseppe D'Agostino |
|    | Italia (bandiera) | D     | Raffaele D'Agostino |
|    | Italia (bandiera) | D     | Germano D'Antoni    |
|    | Italia (bandiera) |       | Fantin              |
|    | Italia (bandiera) | A     | Marco Fazzi         |
|    | Italia (bandiera) | D     | Angelo Giglio       |
|    | Italia (bandiera) | C     | Bruno Govetto       |

| N. |                   | Ruolo | Calciatore          |
| -- | ----------------- | ----- | ------------------- |
|    | Italia (bandiera) | D     | Adriano Grava       |
|    | Italia (bandiera) | D     | Renzo Groppello     |
|    | Italia (bandiera) | D     | Antonio Iazzetta    |
|    | Italia (bandiera) | P     | Mauro Isetto        |
|    | Italia (bandiera) | A     | Giulio Martina      |
|    | Italia (bandiera) | C     | Diego Pupo          |
|    | Italia (bandiera) | C     | Bruno Ranieri       |
|    | Italia (bandiera) | C     | Marcellino Recchia  |
|    | Italia (bandiera) | P     | Giovanni Simoncelli |
|    | Italia (bandiera) | D     | Andrea Valdinoci    |
|    | Italia (bandiera) | D     | Mario Zathila       |